# Districtul Federal Nord-Vestic
Districtul/Okrugul Federal Nord-Vestic (în limba rusă: Се́веро-За́падный федера́льный о́круг) este unul dintre cele șapte districte federale ale Rusiei. Teritoriul districtului/okrugului acoperă partea nordică a Rusiei europene. 

## Subdiviziunile administrative
Unele dintre subdiviziunile administrative, care corespund teritoriilor unor minorități naționale, se bucură de un anumit grad de autonomie (sunt marcate cu asterisc). 

Subdiviziuni administrative

| Nr. | Nume             | Tip                | Capitală         | Suprafață (km²) | Locuitori        |
| --- | ---------------- | ------------------ | ---------------- | --------------- | ---------------- |
| 1   | Arhanghelsk      | oblastie           | Arhanghelsk      | 587.400         | 1.294.993 (2002) |
| 1a  | Neneția          | District autonom   | Narian-Mar       | 176.700         | 41.546 (2002)    |
| 2   | Kaliningrad      | oblast             | Kaliningrad      | 15.100          | 955.281 (2002)   |
| 3   | Karelia*         | Republică autonomă | Petrozavodsk     | 172.400         | 716.281 (2002)   |
| 4   | Komi*            | Republică autonomă | Sîktîvkar        | 415.900         | 1.018.674 (2002) |
| 5   | Leningrad        | oblast             | Sankt Petersburg | 84.500          | 1.669.205 (2002) |
| 6   | Murmansk         | oblast             | Murmansk         | 144.900         | 892.534 (2002)   |
| 7   | Novgorod         | oblast             | Novgorod         | 55.300          | 694.355 (2002)   |
| 8   | Pskov            | oblast             | Pskov            | 55.300          | 760.810 (2002)   |
| 9   | Sankt Petersburg | Oraș federal       | Oraș federal     | 1.400           | 4.661.219 (2002) |
| 10  | Vologda          | oblast             | Vologda          | 145.700         | 1.269.568 (2002) |